# Montando la bala
Montando la bala (Riding the Bullet. Publicado por primera vez en castellano como Montado en la bala) es un relato o novela corta de terror del escritor estadounidense Stephen King, que fue publicado por primera vez en el año 2000 y luego a una antología de relatos de terror Todo es eventual: 14 relatos oscuros (Everything is eventual: 14 Dark Tales).
Stephen King ha inaugurado el nuevo milenio sacudiendo los cimientos de la industria editorial. Riding the Bullet apareció el 14 de marzo directamente en Internet, sin pasar por el papel y, por tanto, prescindiendo del hasta ahora intocable triunvirato autor-editor-lector. Su propuesta despertó tantas expectativas que Riding the Bullet, lanzado directamente en la página web de Simon & Schuster, la editorial que hasta ahora ha publicado las obras de King, alcanzó los 400.000 ejemplares en menos de veinticuatro horas y el exceso de demandas bloqueó el acceso a la página y saturó el sistema. Es la primera vez que un autor de fama mundial decide valerse de Internet y, de paso, bautizar «oficialmente» un fenómeno que algunos denominan «literatura virtual» y otros «libro electrónico».

## Argumento
Alan Parker es un estudiante de tercer año en la Universidad de Maine en Nueva Inglaterra, el único pariente que tiene es Jean Parker, su madre de cuarenta y ocho años. Una tarde recibe una llamada en el dormitorio de la universidad de parte de la Señora McCurdy, su vecina, quien le informa que su madre acaba de sufrir un derrame en su trabajo y fue llevada en ambulancia al hospital. A pesar de que la señora le deja en claro que no se trata de un cuadro grave y que su madre dejó expresamente dicho que esperara hasta el fin de semana para visitarla Alan hace caso omiso y ese mismo día arma un equipaje decidido a recorrer haciendo autoestop los cerca de doscientos kilómetros que separan a la universidad de Harlow, su pueblo natal, para llegar esa noche al hospital ya que su auto se ha averiado.
El primer tramo del viaje lo hace sin novedades en el auto de un agente de seguros, pero tras bajarse el siguiente conductor que lo recoge es un anciano amable, pero despierta un fuerte desagrado en Alan ya que su auto huele mal y constantemente rasca sus genitales, además siente que su amabilidad es abrumadora por lo que cuando el anciano se ofrece a llevarlo no una parte del camino sino hasta el mismo hospital lo rechaza, aun así el anciano parecía inexplicablemente temeroso de dejarlo en la carretera, pero Alan se niega a pesar de que sabe que si nadie lo recoge antes que acabe el pueblo donde se han detenido estará en una carretera rodeada de bosques donde será muy difícil que otro conductor acceda detenerse. Sin embargo el desagrado que el anciano despierta en el ya se ha convertido en miedo por lo que declina definitivamente su oferta y continúa a pie justo al anochecer.
Tal como Alan temía cruza el pueblo sin que ningún conductor acepte llevarlo y así se adentra en la parte de la carretera que cruza el bosque y tras caminar hasta agotarse se detiene en la entrada del cementerio a descansar y posteriormente se dedica a pasear entre las lápidas. Entre ellas encontraría la tumba de un muchacho fallecido en la que se leía: 
| GEORGE STAUB 19 de enero de 1977 - 12 de octubre de 1998 "Se acabó lo que se daba" |

Esta lápida lo perturba enormemente al punto de hacerlo tropezar y caer, no solo porque el difunto George falleció ese mismo día hace dos años, en gran medida su incomodidad se debe a que esa frase es un dicho que su madre acostumbra decir constantemente, sin embargo al mirar de nuevo la loza ahora dice "SE APAGÓ CUANDO EMPEZABA". Sus temores a que esto sea una señal de la muerte de su madre se ven interrumpidos cuando un Ford Mustang modelo de la década de 1960 se acerca por lo que le hace señas; este se detiene y su conductor resulta ser un muchacho alrededor de los veinte a quien por una razón incomprensible Alan le da un nombre falso explicando que va a la boda de su hermano, tras subir nota cosas raras, como un miedo instintivo que aumentaba a cada segundo, un olor nauseabundo enmascarado con los aromatizantes y el hecho que el conductor es un decapitado a quien le han vuelto a poner la cabeza con sutura, este finalmente se presenta revelando su nombre: George Staub.
George lleva en su solapa un botón con la frase "HE MONTADO EN LA BALA DE THRILL VILLAGE, LACONIA", el cual solo le era entregado a quienes habían tenido el valor de montar "La Bala", una imponente montaña rusa de un parque cercano donde Alan obligó una vez a que su madre lo llevara e hicieron fila por horas, pero a último momento le ganó el miedo y decidió no subir para furia de ella. Gran parte del camino Alan y George conversaban fingiendo normalidad y compitiendo quien podía engañar al otro, si Alan mintiendo sobre su identidad o George fingiendo que le creía. Hasta que finalmente este último lo encara explicando que hace dos años regresaba del parque de atracciones manejando ebrio cuando chocó a tal velocidad que murió decapitado por el impacto.
George le explica que no es un fantasma ni nada de lo que haya oído, él y otros de su tipo son una especie de mensajero que aparecen cuando las condiciones y eventos son idóneos, aunque ellos mismo no saben mucho al respecto, la teoría de George es que esto sucede cuando Dios esta aburrido y decide entretenerse poniendo a prueba a alguna persona. En el caso de Alan la combinación del ataque de su madre, la noche y su viaje lo hicieron el candidato idóneo y su prueba es simple: decidir quien montará en la bala. Alan tiene el tiempo que tarde el auto en llegar a su destino para decidir si esa noche George se lo lleva a él o a su madre, si para ese momento no ha decidido, se llevará a ambos.
Alan solo tiene un par de minutos para decidir y se debate entre proteger a la madre que siempre ha adorado y que lo ha dado todo por él o protegerse a sí mismo, un muchacho de veintiún años que tiene toda una vida por delante y a cambio entregar a una mujer de cuarenta y ocho con salud precaria, sin embargo al ver que ya han entrado al radio urbano lo domina un sentimiento abrupto y sin dudarlo elige sacrificar a su madre. Sintiendo con los ojos cerrados como George toca su cuerpo Alan comprende que todo era una prueba y ha fallado, pero para su sorpresa George no lo mata, simplemente abre la puerta del copiloto y lo arroja fuera del auto.
Al abrir los ojos, Alan descubre que sigue en el cementerio con una herida en la frente por lo que razona que al tropezar se golpeó contra una lápida y ha soñado todo el incidente con George Staub; aun así no puede dejar de sentir algo de remordimiento porque en su sueño eligió matar a su madre. Minutos después es recogido por la camioneta de un granjero que lo lleva hasta la puerta del hospital, antes de bajar este le hace notar que además del corte en su frente tiene marcas en sus manos que Alan recuerda haberse hecho en el auto de George con sus uñas. Dentro del hospital la recepcionista le dice que debe esperar a la mañana para ver a su madre, la cual ha mostrado una recuperación satisfactoria, cosa que lo sorprende ya que estaba seguro de encontrarla muerta al llegar. La enfermera arregla que pueda ver fuera de horario a su madre y también nota que en la chaqueta de Alan hay un botón de la Bala de Thrill Village, lo que hace entender al muchacho que todo fue real y al momento de arrojarlo del auto George le regaló su botón.
Al encontrarse con su madre confirma que esta recuperándose muy bien, pero ella comenta como ha soñado con el día cuando fueron a la feria y como se arrepiente de haberlo golpeado por no haber querido subir a la Bala tras esperar tanto tiempo. Aunque con el tiempo Alan deja de lado el temor a que su madre muera por culpa de su elección, también comprende que George jamás dijo que sería una muerte inmediata, por lo que sin importar la fecha en que muera será porque él la escogió en su lugar. El tiempo pasa y el joven sigue cuidando de ella hasta un día, siete años después de graduarse, misteriosamente el botón de la Bala desaparece de entre sus pertenencias al mismo tiempo que recibe una llamada de la señora McCurdy confirmando finalmente la muerte de su madre.
Tras el funeral, Alan encontraría el botón bajo la cama de su madre, sin poder reprimir el llanto mientras pensaba que todo se trataba "de subir a la Bala", como pagabas para que te asustara y era algo que siempre conseguías, pero ahora, tras la muerte de su madre comprendía que daba lo mismo subir o huir, simplemente no había nada más; en palabras de Alan: "Debería haber algo más, pero la verdad es que no. Se acabó lo que se daba. Toma tu botón y sal."

## Adaptación cinematográfica
El director Mick Garris adaptó el relato a la pantalla grande en 2004 el cual también lleva como título Riding the Bullet y que se conoce en España como "Viaje a las tinieblas". El film fue protagonizado por Jonathan Jackson como Alan Parker y David Arquette como George Staub. El Director y su hija hacen un breve cameo en la película.
Alan Parker, un joven estudiante obsesionado con la muerte, recibe una alarmante llamada, su madre ha tenido un ataque y se encuentra en estado crítico en el hospital. Esa misma noche, Alan inicia un viaje en solitario en el que tendrá que recorrer más de cien kilómetros en autoestop para ver a su madre antes que sea demasiado tarde. El viaje resultará ser una odisea entre la vida y la muerte, encontrará extraños personajes y tendrá terribles visiones. Esa noche Alan deberá enfrentarse a sus demonios y tomar la decisión más drástica de su vida.